# Glareadessus
Glareadessus is een geslacht van kevers uit de familie  waterroofkevers (Dytiscidae).
Het geslacht is voor het eerst wetenschappelijk beschreven in 1998 door Wewalka & Biström.

## Soorten
Het geslacht omvat de volgende soorten:
- Glareadessus franzi Wewalka & Biström, 1998
- Glareadessus stocki Wewalka & Biström, 1998